# Födelsebok
Födelsebok, dopbok eller födelse- och dopbok,  är en kyrkbok för anteckning om tid och plats för födelse, hemvist, föräldrar (samt moderns ålder), förnamn, dop samt faddrarnas namn och hemvist. Det skrevs också in om barnet var oäkta.
1686 års kyrkolag stadgade att prästen i församlingen skulle föra längder över Alle barns så ächtas som oächtas med dheras föräldrars och faddrars namn födelse och döpelse dag. Bestämmelserna krävde även att dopet skulle äga rum inom åtta dygn från födseln.
Födelse- och dopböcker förekommer sporadiskt från 1600-talets första hälft. Från början förekom det ibland enbart doplängder, då saknades uppgiften om födelsedag. Från början kunde också uppgiften om moderns namn och boställe saknas. Med tiden kom födelseböckerna att innehålla allt mer information, såsom moderns ålder, barnets ordningsnummer i syskonskaran och hänvisningar till sidor i husförhörslängder/församlingsböcker. Under 1800-talet började det förekomma att barn inte döptes och då blev moderns kyrkoskrivningsort registrerad även för barnet.
Ibland kan uppgiften om faderns namn saknas. Det kan då bero på att modern helt enkelt inte vet vem fadern är. Det kan också vara till exempel en gift husbonde som varit otrogen med en piga. Fadern kan dock ibland spåras genom att kontrollera domstolsböckerna från den aktuella tiden och se om någon man i församlingen blivit dömd, då mannen fick betala böter om han gjorde någon med barn.
Från och med den 1 juli 1991 tas en kronologisk födelselängd ut årligen från det digitaliserade folkbokföringssystemet istället.